# Lisa Gets an F1
«Lisa Gets an F1» (titulado «Lisa obtiene un F1» en Hispanoamérica y «La fórmula de Lisa» en España) es el duodécimo episodio de la trigésimo quinta temporada de la serie de televisión de animación estadounidense Los Simpson, y el 762 en total. Se emitió en Estados Unidos en los Fox el 25 de febrero de 2024. El episodio fue dirigido por Timothy Bailey y escrito por Ryan Koh.
En este episodio, Lisa comienza a correr en karts para lidiar con su ansiedad, mientras que Bart se hace amigo de su rival de carreras. Matt Berry y Rachel Bloom actuaron como estrellas invitadas. El episodio recibió críticas positivas.

## Trama
Lisa experimenta ansiedad cuando Homer la lleva imprudentemente a su cita con el terapeuta. Su terapeuta les dice a Homer y a Marge que su ansiedad está causada por el comportamiento de Homer mientras conduce. Para enfrentarse a sus miedos, su terapeuta lleva a Lisa a una pista de karts y la hace conducir por la pista. Choca contra un muro de neumáticos, lo que la enfada, pero aprende a conducir y disfruta con ello.
Lisa empieza a competir profesionalmente. Springfield acoge la siguiente etapa del circuito internacional infantil de karts, en el que el piloto Paolo es el favorito para ganar. Los niños asisten a la Escuela Primaria de Springfield mientras están en la ciudad. Bart decide hacerse amigo de Paolo a cambio de dinero. En la primera carrera del circuito de karts, Lisa gana a Paolo. Viendo la carrera, Homer empieza a preocuparse por los peligros de que Lisa conduzca. Más tarde tiene una pesadilla en la que echa a Lisa de la pista y se culpa a sí mismo por ser un mal padre. Lisa se enfada cuando él intenta sin éxito que deje de correr.
La carrera final tiene lugar en las calles de Springfield. Paolo se entera de que Bart es el hermano de Lisa, lo que pone fin a su amistad. Bart se entera de que Paolo ha manipulado el kart de Lisa. Durante la carrera, Lisa va en cabeza, pero su kart empieza a romperse. Homer conduce su coche hasta la pista y obliga al kart a detenerse mientras cruza la línea de meta en primer lugar. Homer y Lisa se perdonan mutuamente.

## Producción
Matt Berry interpreta a Chester Arborday. Berry protagonizó la serie de televisión animada (Des)encanto, del creador Matt Groening. Rachel Bloom reeditó su papel de Annette. Bloom apareció por primera vez en este papel en el episodio de la vigésimo novena temporada «Springfield Splendor». Dan Castellaneta también puso voz al papel de Paolo, el rival de Lisa en las carreras.